# Croix de chemin de la Rue-Principale
La croix de chemin de la Rue-Principale est une croix de chemin en bois située sur la rue Principale à Fassett au Québec (Canada). Elle a été érigée en 1913, à la suite de la survie de deux frères après que la foudre leur est tombée dessus. Elle a été remplacée en 1955 et par l'actuelle en 2009. Elle a été citée comme immeuble patrimonial par la municipalité de Fassett en 2014.

## Localisation
La croix de chemin de la Rue-Principale est située sur la rue Principale de Fassett, à 2,5 km à l'est du noyau villageois. Elle est située sur un terrain délimité par une clôture en bois peinte en vert.

## Description
La croix de chemin de la Rue-Principale est une croix de chemin en bois toute simple. Elle est peinte en blanc. Elle est décorée d'un cœur rouge à la croisée et une série de cœurs rouges de plus en plus petits sur le poteau principal.

## Histoire
En 1913, durant que les frères Ernest et Émile Boucher travaillent aux champs, la foudre tombe sur leur chariot. Toutes les bêtes autour d'eux ont été foudroyées. Quant aux frères, ils ont été projetés au sol. Malgré leurs blessures, ils en sortirent indemnes. Leur père, Toussaint Boucher, érige une première croix à proximité du lieu de l'accident pour remercier la Providence d'avoir épargné ses fils.
En 1955, les deux frères décident de reconstruire la croix de leur père pour démontrer leur piété. En 2009, cette croix est remplacée par l'actuelle. Elle est bénie le 12 juin 2010. Le 8 septembre 2014 la municipalité de Fassett cite la croix de chemin comme immeuble patrimonial.